# Real Santander
Real Santander, von 2019 bis 2020 Real San Andrés, ist ein 2006 gegründeter kolumbianischer Fußballverein ursprünglich aus Floridablanca, Santander, der von 2019 bis 2020 seine Heimspiele in San Andrés austrug. Seit 2021 ist er wieder in Santander, in Piedecuesta, ansässig.

## Geschichte
Der Verein spielt seit 2007 in der Categoría Primera B, nachdem er das Startrecht des Clubs Pumas de Casanare übernommen hatte. In den ersten beiden Jahren gelang es dem Verein nicht, über die Ligaphase hinauszukommen. 2009, 2010 und 2012 konnte der Verein insgesamt dreimal die Gruppenphase erreichen, ohne sich aber für ein Finale qualifizieren zu können. In allen anderen Spielzeiten schaffte es der Verein nicht, in die Gruppenphase einzuziehen.
2011 erreichte Real Santander aber das Viertelfinale der Copa Colombia, in dem er gegen den Erstligisten Atlético Nacional ausschied. Mit dem Verein aus Medellín hatte Real Santander 2011 ein Abkommen, das das Ausleihen von jungen Spielern beinhaltete, um diesen Spielpraxis zu ermöglichen.
In der Spielzeit 2014 verfehlte Real Santander in beiden Halbserien das Erreichen der Finalrunde deutlich. Auch 2015 war der Verein nicht viel erfolgreicher und wurde 13. mit 15 Punkten Rückstand auf den achten Platz, der zur Teilnahme an der Finalrunde berechtigt. Ein Jahr später wurde 2016 nur der 14. Platz erreicht.
Trotz der schlechten Platzierungen hielt der Verein seit Dezember 2012 am Trainer Víctor Hugo González fest, der auch als Trainer für die Spielzeit 2017 bestätigt wurde.
Die Apertura 2017 war die bislang erfolgreichste Halbserie der Vereinsgeschichte. In der Ligaphase wurde Real Santander Dritter und in der anschließenden Finalrunde erreichte der Verein das Finale, in dem er Boyacá Chicó FC unterlag. Die Rückserie 2017 war weniger erfolgreich. Real Santander schloss die Ligaphase auf dem zwölften Platz ab und verpasste den Einzug in die Finalrunde.
Die Saison 2018 schloss Real Santander auf dem letzten Platz ab. Im August 2018 war bereits der langjährige Trainer Víctor Hugo González aus familiären Gründen zurückgetreten. Als Nachfolger wurde Nicolás Herazo eingestellt.
Im Oktober 2018 gab der Präsident Roberto Rodríguez für die Spielzeit 2019 den Wegzug aus Floridablanca aufgrund fehlender finanzieller Unterstützung bekannt, ohne aber zu nennen, wo der Verein hinzieht. Am 1. November wurde bekannt gegeben, dass der Verein nach San Andrés zieht. Der Verein fungierte ab 2019 als Real San Andrés.
Als Trainer für die Saison 2019 wurde José García Herrera verpflichtet. Die Apertura schloss der Verein auf dem 14. Platz ab.
2021 zog das Team zurück nach Santander. Dort spielt der Klub nun im Estadio Villaconcha in Piedecuesta und benannte sich entsprechend wieder in Real Santander um.

## Stadion
Seit 2021 spielt der Verein wieder in Santander im Estadio Villaconcha, das 3000 Zuschauern Platz bietet. Von 2019 bis 2020 trug der Verein seine Heimspiele im Stadion Estadio Erwin O’Neil in San Andrés aus, das eine Kapazität von 5000 Plätzen hat. 

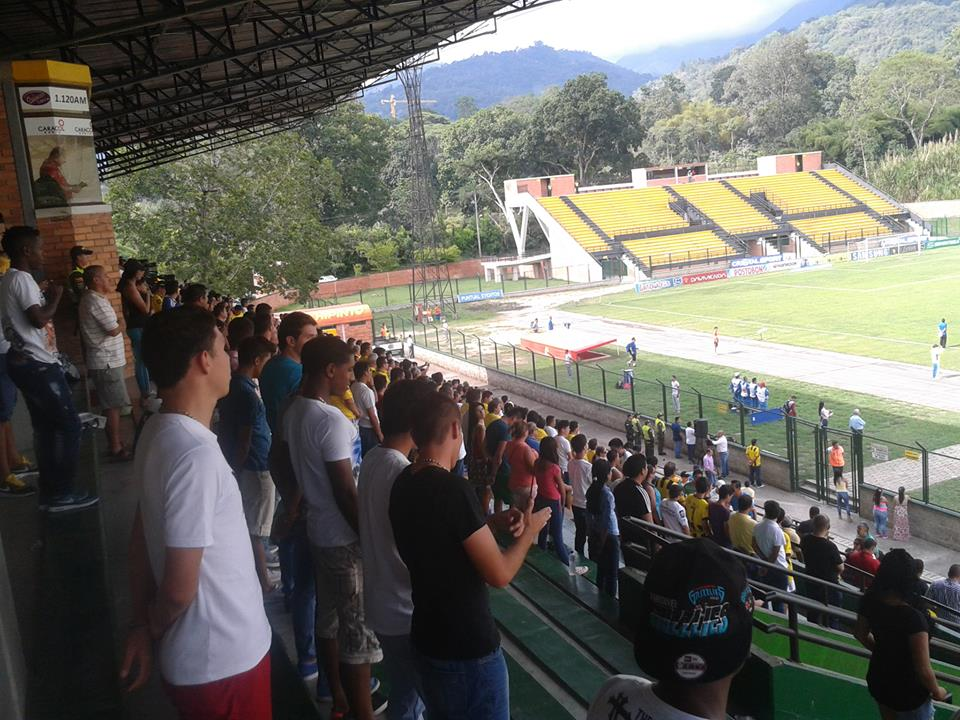
Estadio Álvaro Gómez Hurtado

Real Santander absolvierte bis 2019 seine Heimspiele im Estadio Álvaro Gómez Hurtado in Floridablanca. Das Stadion hat eine Kapazität von etwa 12.000 Plätzen. Von 2009 bis 2012 spielte der Verein im Estadio Alfonso López, dem Stadion des Lokalrivalen Atlético Bucaramanga in Bucaramanga.

## Sportlicher Verlauf
| Saisondaten seit 2007 | Saisondaten seit 2007 | Saisondaten seit 2007 | Saisondaten seit 2007 |
| Spielzeit             | Liga                  | Platz                 | Finalrunde            |
| --------------------- | --------------------- | --------------------- | --------------------- |
| 2007-I                | Copa Premier          | 7. Gruppe B           | -                     |
| 2007-II               | Copa Premier          | 9. Gruppe B           | -                     |
| 2008-I                | Copa Premier          | 6. Gruppe A           | -                     |
| 2008-II               | Copa Premier          | 8. Gruppe A           | -                     |
| 2009-I                | Copa Premier          | 6. Gruppe A           | -                     |
| 2009-II               | Copa Premier          | 4. Gruppe A           | 4. Gruppe B           |
| 2010                  | Torneo Postobón       | 7.                    | 3. Gruppe A           |
| 2011-I                | Torneo Postobón       | 14.                   | -                     |
| 2011-II               | Torneo Postobón       | 9.                    | -                     |
| 2012-I                | Torneo Postobón       | 8.                    | 4. Gruppe A           |
| 2012-II               | Torneo Postobón       | 16.                   | -                     |
| 2013-I                | Torneo Postobón       | 16.                   | -                     |
| 2013-II               | Torneo Postobón       | 13.                   | -                     |
| 2014-I                | Torneo Postobón       | 13.                   | -                     |
| 2014-II               | Torneo Postobón       | 14.                   | -                     |
| 2015                  | Torneo Águila         | 13.                   | -                     |
| 2016                  | Torneo Águila         | 14.                   | -                     |
| 2017-I                | Torneo Águila         | 3.                    | Finale                |
| 2017-II               | Torneo Águila         | 12.                   | -                     |
| 2018                  | Torneo Águila         | 16.                   | -                     |
| 2019-I                | Torneo Águila         | 14.                   | -                     |
| 2019-II               | Torneo Águila         | 10.                   | -                     |
| 2020                  | Torneo BetPlay        | 16.                   | -                     |
| 2021-I                | Torneo BetPlay        | 16.                   | -                     |
| 2021-II               | Torneo BetPlay        | 12.                   | -                     |
| 2022-I                | Torneo BetPlay        | 12.                   | -                     |

## Persönlichkeiten

### Trainerhistorie
| - José García Herrera (2019–) - Nicolás Herazo (2018) - Víctor Hugo González (2013–2018) - Miguel Oswaldo González (2012–2013) - Johan Meza (2009–2011) - Martín Peluffo (2007–2009) |

### Ehemalige Spieler
- Michael Rangel